# 大光明戲院 (臺北)
大光明戲院，是位於臺北市大同區大稻埕的一座已廢止的戲院，現址是延平北路2段61巷17至19號住宅用地。

## 簡史
這座戲院成立於1923年，時逢臺灣日治時期。早期定名為「台灣奇麗馬館」，1926年更名為「第三世界館」。臺灣光復後變更為大光明戲院，內設座位664席。
戲院播映內容以臺語電影為主。1959年由李行導演的首部電影《王哥柳哥遊台灣》成為在大光明戲院賣座的著名作品。1970年，隨著臺語電影日趨沒落，大光明戲院即因經營不善而改裝成「大光明舞廳」。後曾改回戲院放映小型電影。
1982年，因公共環境安全不合格被示警。1985年2月，因放映色情影片與其餘七家戲院一同被撤銷營業許可。
1986年無照停業。